# Hocking
Pour les articles homonymes, voir Hocking (homonymie).
La Hocking est une rivière de l'Ohio aux États-Unis, affluent de la rivière Ohio. 

## Étymologie
Elle doit son nom à un mot d'origine amérindienne Hokhokken ou Hokhochen qui signifie en forme de bouteille ou  en forme de gourde et qui fait référence à la forme de la rivière à Logan, Ohio. La rivière a été appelée Hockhocking jusqu'à la fin du XIXe siècle.

## Parcours
D'une longueur de 164 km (102 miles), la rivière prend sa source dans le comté de Fairfield, et s'écoule en direction du sud-est vers les comtés de Hocking et d'Athens pour se jeter dans la rivière Ohio au niveau de la ville de Hockingport. Les principales villes traversées par la rivière sont Lancaster, Logan, Nelsonville, Athens, Coolville et Hockingport.